# Amanda Mlinarić
Amanda Mlinarić (7 de agosto de 2001) es una deportista croata que compite en tiro con arco, en la modalidad de arco compuesto. Ganó dos medallas en el Campeonato Europeo de Tiro con Arco al Aire Libre, bronce en 2018 y plata en 2024.

## Palmarés internacional
| Campeonato Europeo al Aire Libre | Campeonato Europeo al Aire Libre | Campeonato Europeo al Aire Libre | Campeonato Europeo al Aire Libre |
| Año                              | Lugar                            | Medalla                          | Prueba                           |
| -------------------------------- | -------------------------------- | -------------------------------- | -------------------------------- |
| 2018                             | Legnica (Polonia)                | Medalla de bronce                | Equipo mixto                     |
| 2024                             | Essen (Alemania)                 | Medalla de plata                 | Equipo mixto                     |